# 육군사관학교 행정안내소
육군사관학교 행정안내소(陸軍士官學校 行政案內所, Korea Military Academy Administrative Guidance Office)는 육군사관학교 제2정문에 위치한 부속시설이다. 서울특별시 노원구 공릉동에 위치하고 있다. 행정안내소 또는 행안소라고도 불린다.

## 역사
육군사관학교 행정안내소는 방문객 및 면회객에게 편의를 제공하기 위해 1998년 준공되었다.

## 건물 정보
연면적 727m2 의 지상 2층 건물이다. 생도 생활관인 화랑관과 조화를 이루기 위해 화강석, 청기와로 마감되었다.
건물 1층에는 안내소, 관광 및 면회 접수처, 면회실, 택배보관실이 있고, 2층에는 화랑푸드카페(구내식당)이 있다.

## 운영 목적
육군사관학교 행정안내소의 운영 목적은 다음과 같다.
1. 육군사관학교에 방문한 모든 민간인들에게 방문증을 발급한다. 민간인들은 방문증이 있어야만 교내에 출입이 가능하다. 민간인들은 주로 교내 관광과 면회를 위해 본교에 방문한다.
2. 교내 생도들과 용사 및 간부들의 택배는 이 곳으로 배송된다. 단, 우체국 택배는 충무관에 위치한 군사우편 우체국에서만 받을 수 있다.
3. 면회실이 있다. 면회는 주말에만 가능한데, 면회를 하려는 생도나 용사들은 행정안내소에 면회인을 직접 만나러 가야한다. 평일에는 생도들이 배달음식을 취식하는 곳으로도 활용된다.
4. 2층의 화랑푸드카페는 민간인을 포함한 모든 사람들이 자유롭게 이용가능하다. 화랑푸드카페에는 라면, 돈가스, 치킨 등 다양한 음식을 판매하고 있다.

## 내부 시설

### 안내소(관광 및 면회 접수처)

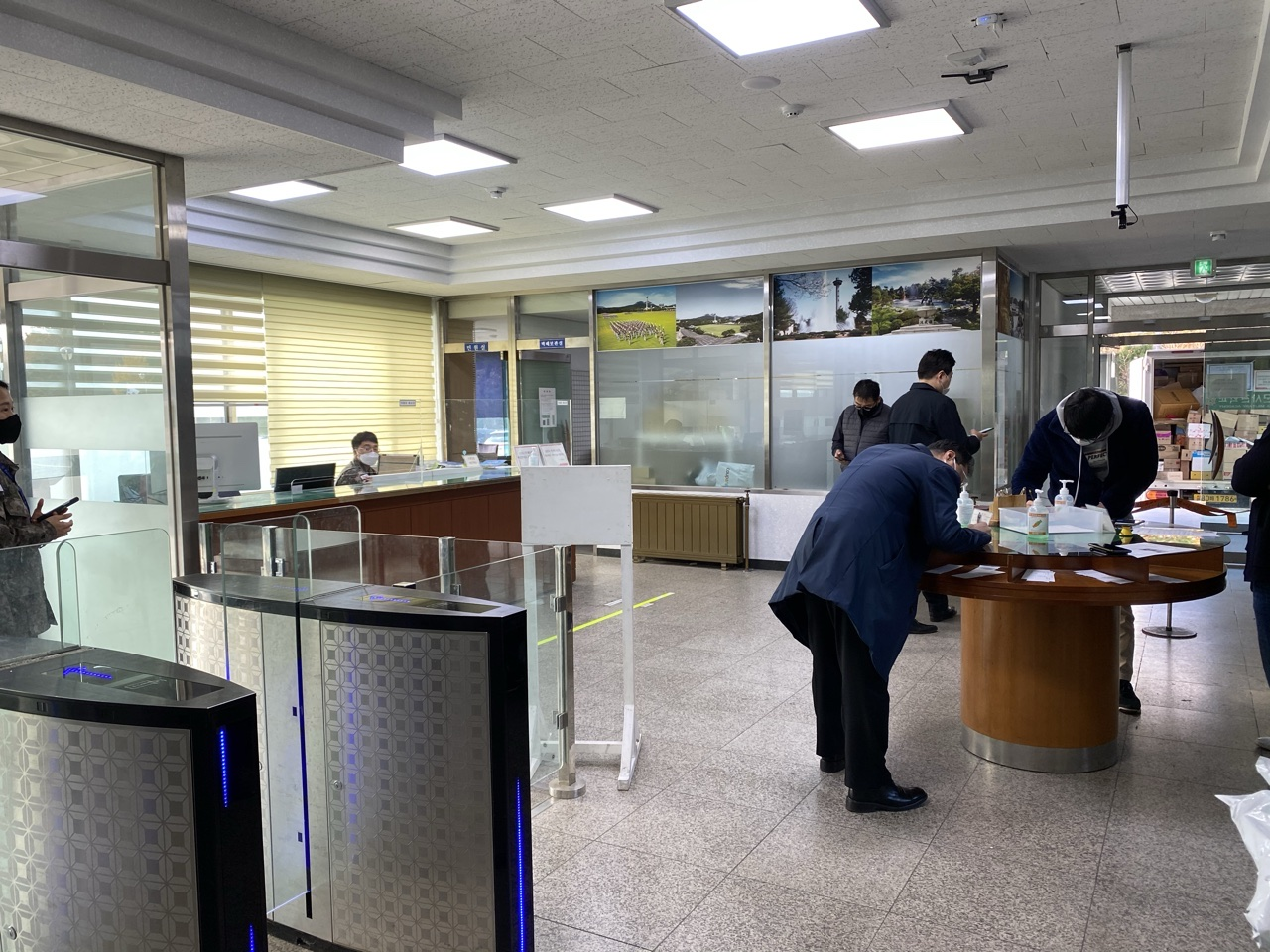
안내소(관광 및 면회 접수처)

안내소에는 행정병 1~2명이 항시 근무를 서고 있으며, 평일 일과 이후나 주말에는 생도 및 간부 당직근무자도 함께 근무한다. 
학교 관광을 위해서 관광 시작 20분 전까지 행정안내소에 도착하면, 안내소에서 도움을 받아 접수가 가능하다. 관광을 위해서는 반드시 희망 일자 3개월에서 3일 전까지 육군사관학교 홈페이지에서 방문 예약을 해야 한다. 관광 예약 방법은 아래에 기재되어 있다.
주말에는 면회자들이 이곳에서 면회 접수를 할 수 있다. 면회는 별다른 예약 과정이 필요하지 않지만 접수 시에 면회를 원하는 생도나 용사가 반드시 동행해야 한다. 접수처에서 면회신청서를 작성하고 신분증을 제출하면 방문증을 발급받는다. 이 방문증이 있어야만 교내에 자유롭게 출입이 가능하다. 면회가 끝난 이후 방문증을 반납하면 신분증을 돌려받을 수 있다. 

#### 관광 예약하는 법
이 링크 보관됨 2020-10-17 - 웨이백 머신를 통해서 관광 예약을 할 수 있다.
육군사관학교는 군사시설보호 구역이며 사관생도를 양성하는 군 교육기관이므로, 사전 예약 및 방문자 명단 제출 시에 출입이 허용된다. 희망 일자 3개월 전부터 3일 전까지 예약이 가능하다. 그러나 현재는 코로나19의 여파로 관광 자체가 잠정 중단된 상태이다.

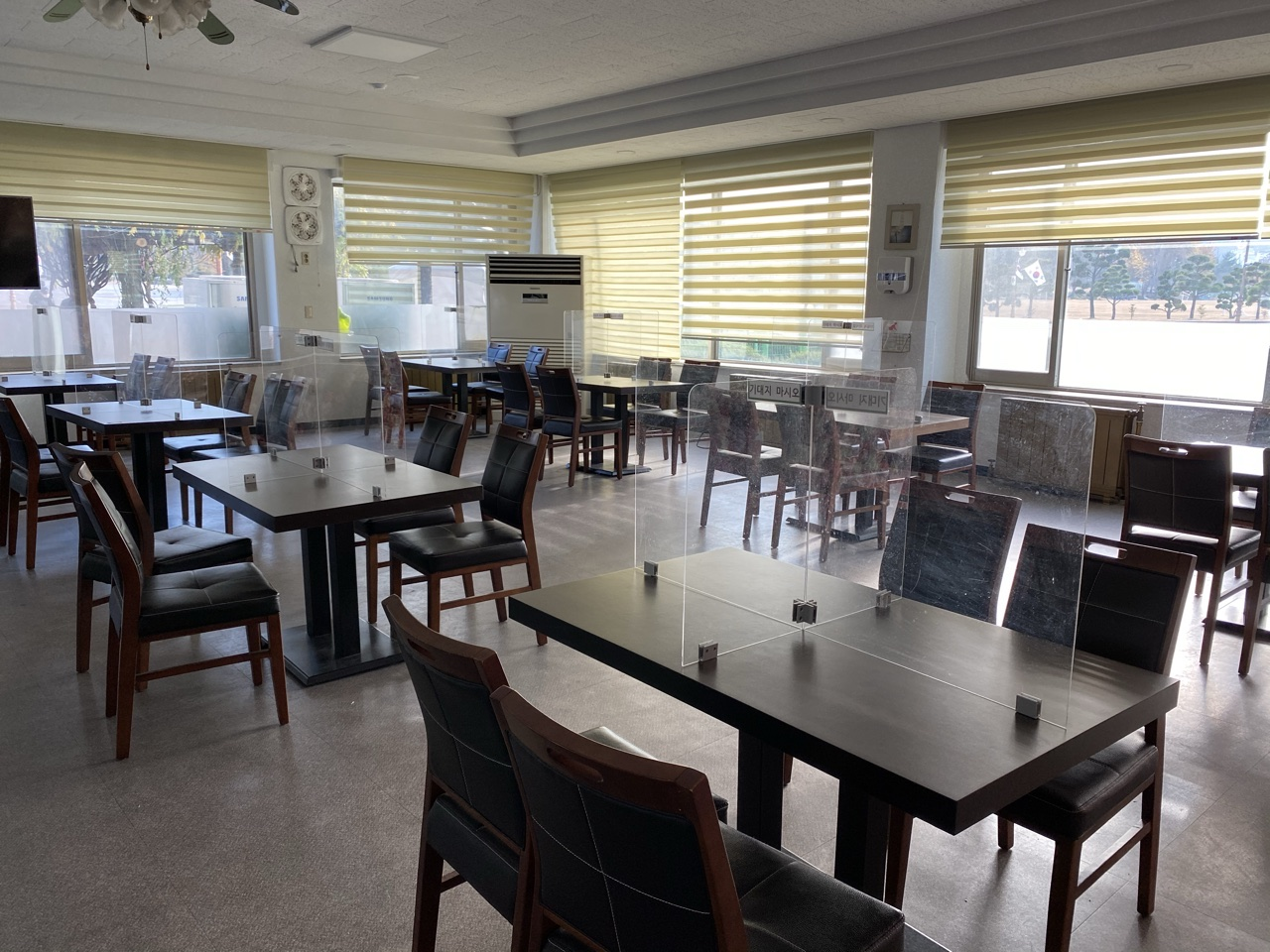
면회실

### 면회실
면회실에서는 생도와 용사들이 자유롭게 면회를 할 수 있으며 배달음식을 시켜서 먹을 수도 있다. 
면회를 실시하지 않는 평일에는 이곳에서 생도들이 배달음식을 시켜 먹는다. 현재는 코로나19로 인해 배달음식 주문이 주말에만 제한적으로 허용되어 이 곳에서 배달음식을 수령하고, 식당에서 개별적으로 먹는다.

### 택배보관실
생도들과 교내 간부 및 용사들이 택배를 수령할 수 있는 장소이다.
생도대 1중대~8중대, 근무지원단, 군악대, 육사병원, 교수부 등으로 구역이 나뉘어 있고, 주문한 택배를 해당하는 구역에서 찾아 수령할 수 있다.
그러나 우체국 택배는 이 곳에서 수령할 수 없다. 우체국 택배의 경우에는 충무관 1층에 위치한 77군사우편출장소에서 수령이 가능하다. 교내에서 택배를 보내고자 할 때도 이곳을 통해 택배를 보낼 수 있다.

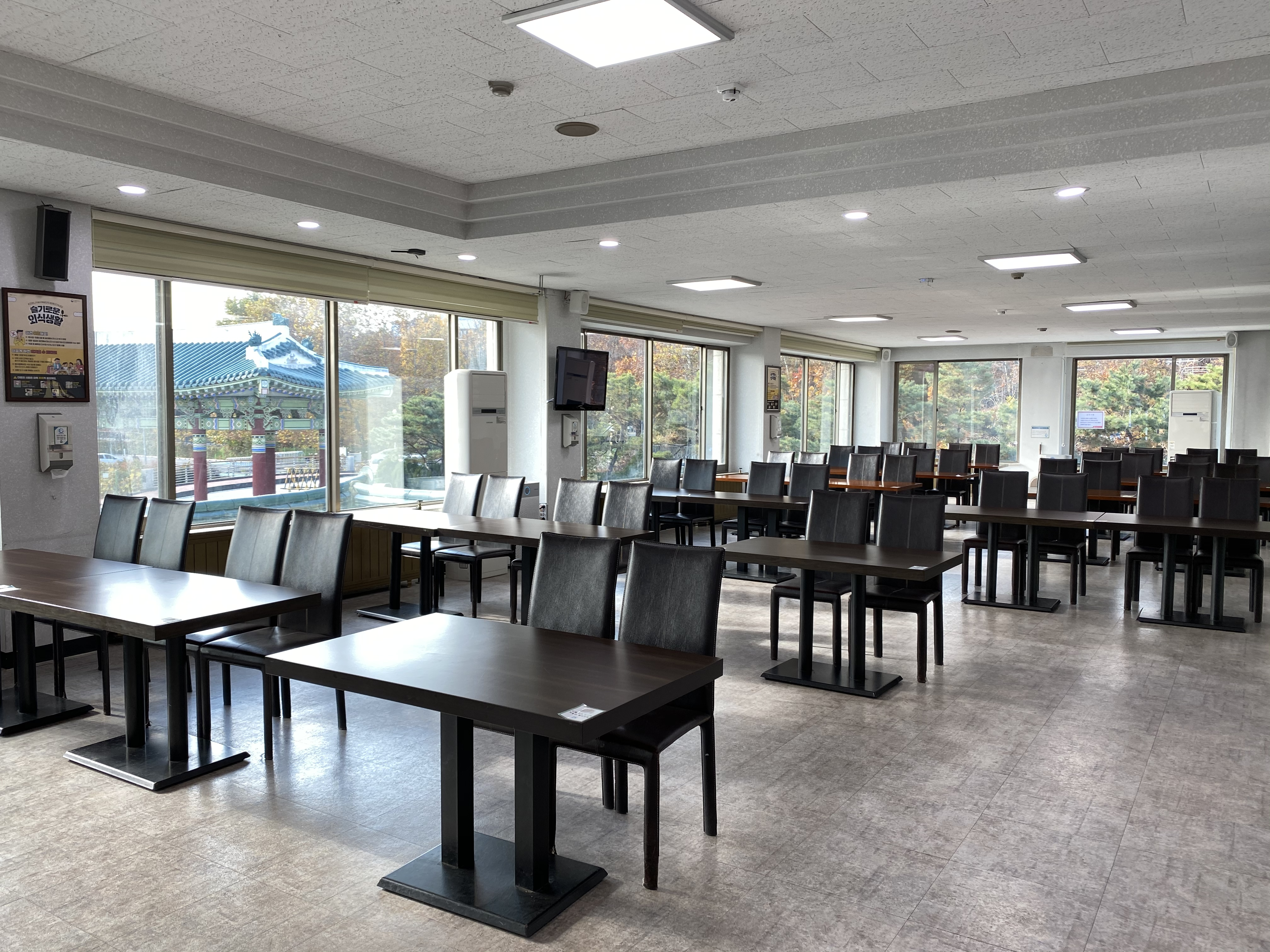
화랑푸드카페

### 화랑푸드카페
| 요일     | 월요일 | 화요일                                                     | 수요일                                                     | 목요일                                                     | 금요일                                                     | 토요일                                                     | 일요일                                                     |
| 운영시간 | 휴무   | 11:40~19:30 (Break Time : 13:30~15:00, Last order : 19:30) | 11:40~19:30 (Break Time : 13:30~15:00, Last order : 19:30) | 11:40~19:30 (Break Time : 13:30~15:00, Last order : 19:30) | 11:40~19:30 (Break Time : 13:30~15:00, Last order : 19:30) | 11:40~19:30 (Break Time : 13:30~15:00, Last order : 19:30) | 11:40~19:30 (Break Time : 13:30~15:00, Last order : 19:30) |

행정안내소 건물 2층에 위치한 구내식당으로, 교내 시설 중 민간인이 특별한 제약 없이 마음껏 사용할 수 있는 거의 유일한 시설이다.
판매하는 메뉴로는 치킨, 돈가스, 우동, 라면, 아이스크림 등이 있다. 치킨은 9000원에서 11000원대, 돈가스는 5000원대, 우동 및 라면은 2, 3000원대로 보통의 음식점보다 가격이 싸고 가성비가 좋다.

## 참고 자료
- ⟨2020 육군사관학교 요람⟩, 2020. 194쪽.